# Gröngrodor

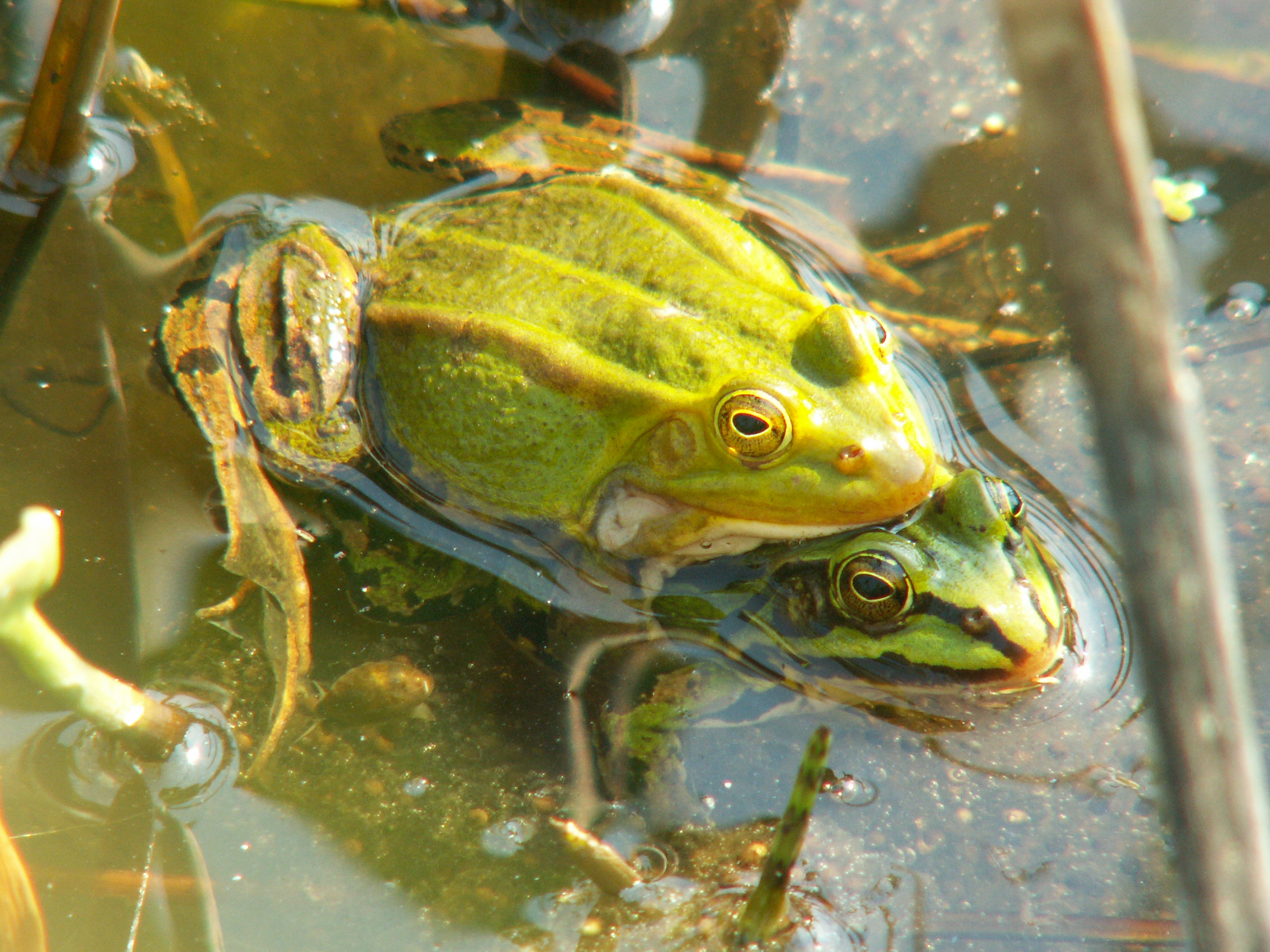
gölgroda (Rana lessonae) är en art inom gruppen gröngrodor.

Gröngrodor är ett arthybridkomplex med delvis oklar systematik som består av de tre taxonen gölgroda, sjögroda och ätlig groda.